# Gladiolus roseolus
Gladiolus roseolus là một loài thực vật có hoa trong họ Diên vĩ. Loài này được Chiov. miêu tả khoa học đầu tiên năm 1911.